# Cosmas Damian Asam
Cosmas Damian Asam, nemški poznobaročni slikar in arhitekt, * 29. september 1686, Benediktbeuern, † 10. maj 1739, München.